# Tiny Desk Concerts

Logo de Tiny Desk Concerts.

Tiny Desk Concerts es una serie de conciertos organizados por el programa de radio All Songs Considered de NPR Music. Las presentaciones musicales se llevan a cabo en las oficinas de la estación, ubicadas en Washington D. C., a un costado del escritorio del presentador Bob Boilen. Los videos de los conciertos son posteriormente subidos a internet, donde han recibido millones de visualizaciones.

## Historia

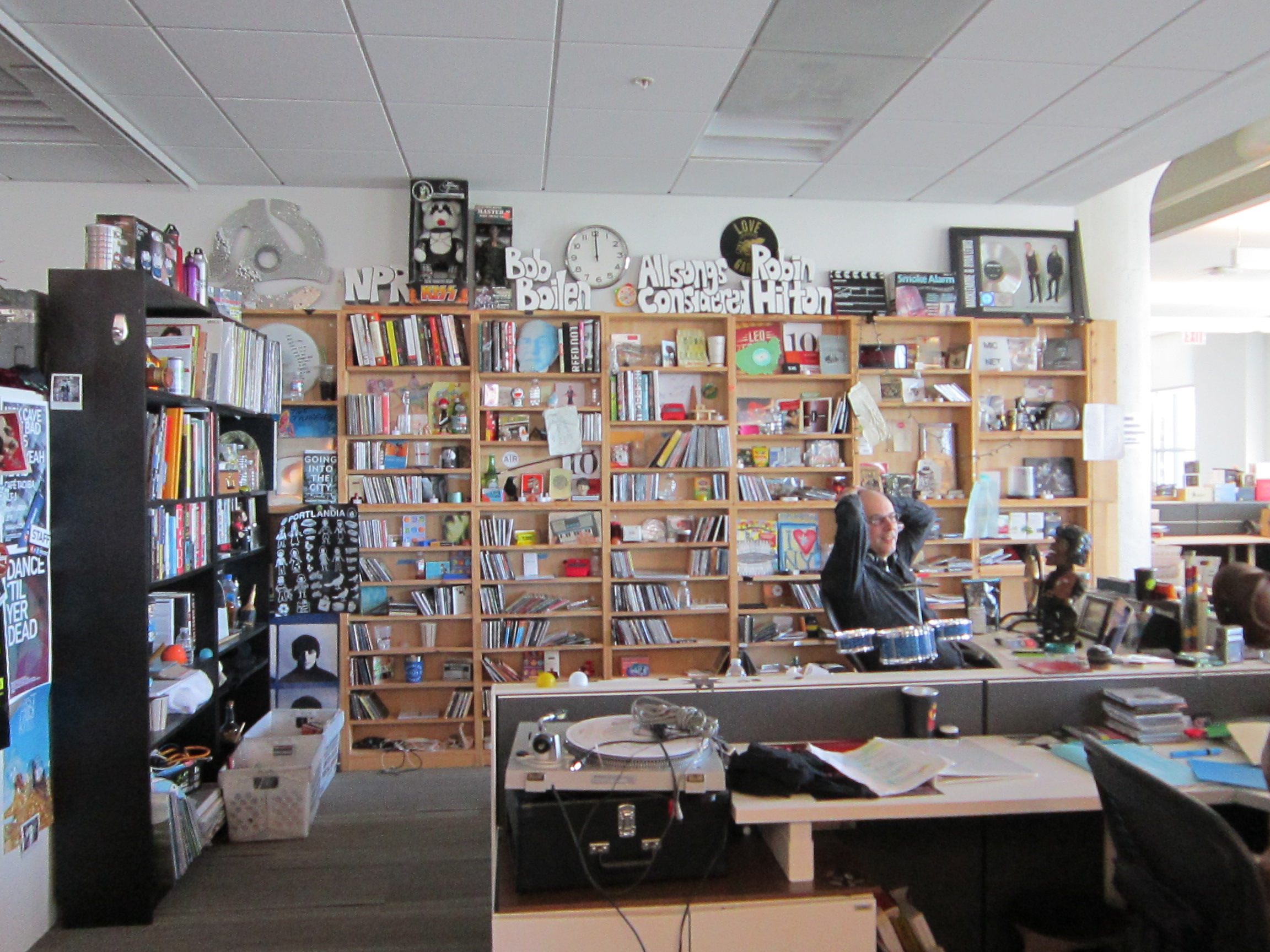
Escritorio de Bob Boilen, donde se graban los conciertos.

La idea de los conciertos surgió en 2008, durante el festival de música South by Southwest, cuando el presentador de All Songs Considered, Bob Boilen, y el productor de NPR Music, Stephen Thompson, fueron a ver una presentación musical de la cantautora Laura Gibson en un bar. Como no pudieron escuchar las canciones debido al ruido de las personas que estaban en el lugar, Thompson le dijo en tono de broma a Gibson que mejor fuese a tocar a las oficinas de la radio, lo que motivó a Boilen para organizar esa presentación. El concierto en Washington D. C. se realizó el 14 de abril de 2008 y el video de la presentación fue publicado en internet por NPR cuatro días después.
El nombre Tiny Desk Concerts (literalmente, "conciertos del escritorio pequeño") tiene un significado doble. Además de hacer referencia al escritorio de Boilen, que está ubicado junto a los músicos durante los conciertos, también se refiere a su antigua banda, llamada Tiny Desk Unit.
La popularidad del primer concierto permitió organizar nuevas presentaciones. La serie ha generado cientos de conciertos, cuyos videos son subidos al canal Youtube de NPR Music, que tiene 10 millones de suscriptores y más de tres mil millones de visitas. Según Boilen, el éxito de Tiny Desk Concerts se debe a la intimidad que generan sus sesiones, donde los artistas deben mostrar su música con los componentes más esenciales. Robert Small, creador de MTV Unplugged, considera a esta iniciativa como una encarnación moderna de su proyecto y como un "antídoto" para la era digital. Los cinco conciertos más vistos en YouTube son los de Dua Lipa, Mac Miller (con Thundercat), Anderson Paak (con Free Nationals), Sting (con Shaggy) y BTS.
La primera presentación realizada fuera de las oficinas de la radio ocurrió en 2016, cuando el rapero Common grabó desde la Casa Blanca. En marzo de 2020, debido a la pandemia de COVID-19, los conciertos comenzaron a ser grabados de manera remota, desde los lugares donde estaban los músicos. En tales casos, el nombre de las presentaciones fue cambiado a Tiny Desk (Home) Concerts.

## Tiny Desk Contest
En diciembre de 2014, NPR anunció un concurso llamado Tiny Desk Contest, con el que invitó a músicos sin contratos discográficos a grabar una canción original frente a un escritorio y subir el video a YouTube. Un jurado compuesto por músicos y personal de NPR elige al ganador para que toque un Tiny Desk Concert. El concurso se ha celebrado anualmente, con miles de participantes cada año. Los ganadores del concurso han sido:
- Fantastic Negrito (2015)
- Gaelynn Lea (2016)
- Tank and the Bangas (2017)
- Naia Izumi (2018)
- Quinn Christopherson (2019)
- Linda Diaz (2020)
- Neffy (2021)
- Alisa Amador (2022)
- Little Moon (2023)
- The Philharmonik (2024)